# Акантолобивия инкуйская
Акантолобивия инкуйская (лат. Acantholobivia incuiensis) — вид кактусов из рода Акантолобивия.

## Описание
Стебель тёмно-зелёный, шаровидный, около 10 см в диаметре. Рёбра (18—20) разделены бугорками. Ареолы плотно расположены. Колючки (18—24) серо-коричневые, со временем тёмно-серые, хаотично направлены, 8—10 из них могут рассматриваться как центральные. Цветки до 4 см длиной и в диаметр, внутренние лепестки красные, наружные — с коричневым оттенком.

## Распространение
Акантолобивия инкуйская распространёна в юге Перу (Инкуио).